# 에두아르드 보른회헤

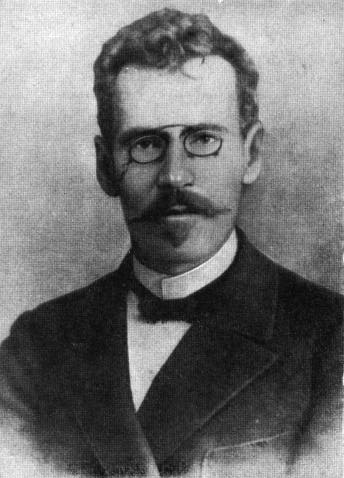
에두아르드 보른회헤

에두아르드 보른회헤(에스토니아어: Eduard Bornhöhe, 1862년 2월 17일 ~ 1923년 11월 17일)는 에스토니아의 소설가이다. 본명은 에두아르드 브룬베르그(에스토니아어: Eduard Brunberg)이며, 대표작으로 에스토니아 최초의 역사 소설인 《복수자》(에스토니아어: Tasuja)(1880)가 있다.